# يوليوس توماس
يوليوس توماس (بالإنجليزية: Julius Thomas)‏ هو لاعب كرة قدم أمريكية أمريكي، ولد في 27 يونيو 1988 في ستوكتون في الولايات المتحدة.

## وصلات خارجية
- يوليوس توماس على موقع كلية كرة السلة في سبورتس رفرنس.كوم (الإنجليزية)
- يوليوس توماس على موقع مرجع كرة القدم المحترفة.كوم (الإنجليزية)